# Postamt (Świnoujście)
Das Alte Postamt in Świnoujście (bis 1945 Swinemünde in Pommern) wurde 1877–1878 erbaut und steht seit 1993 unter Denkmalschutz. Das historistische Postgebäude liegt an der Ecke Plac Wolnosci / ul. Piłsudskiego 1 in der Stadtmitte.

## Geschichte
Die Stadt Swinemünde verdankte ihre Entstehung dem Bau des Hafens von 1740 bis 1746, bereits im Jahr der Fertigstellung wurde eine Postanstalt eingerichtet, die aber über ein halbes Jahrhundert lang nur mit Usedom in unmittelbarer Verbindung stand. Erst im Jahr 1811 wurde eine zweite Postverbindung zwischen Anklam, Swinemünde und Wollin eingerichtet. Noch im Jahr 1828 genügte ein einziger Beamter für den gesamten Postdienst, während ein Post-Mädchen die Sendungen austrug. Vom Jahr 1830 ab wurde auch die Dampfschiffverbindung mit Stettin zu Postzwecken benutzt. 1837 erfolgte die Einrichtung einer Posthalterei. Eine Telegrafenstation wurde 1851 eingerichtet. Die gewachsene Bedeutung des Hafens und der sich lebhaft entwickelnde Badeverkehr brachten einen Anstieg des Post- und Telegraphenbetriebs mit sich, in den 1870er Jahren ergab sich daraus die Notwendigkeit eines größeren Neubaus.

## Gebäude
Den Neubau für das Post- und Telegrafenamt errichtete der Architekt Friedrich Heitmann, der erst 1877 als Baubeamter in den Dienst der Kaiserlichen Reichspost- und Telegrafen-Verwaltung eingetreten war. Er entwarf auch die Bauten für Postämter in Leipzig, Anklam und Rostock. Die Grundsteinlegung in Swinemünde erfolgte am 4. Juni 1877, der Neubau wurde am 1. Dezember 1878 feierlich in Betrieb genommen.
Die Architektur des Gebäudes ist der Neorenaissance zuzuordnen, der repräsentative Charakter entsprach der Bedeutung der Post für den Aufstieg der Stadt. Es bot der steigenden Zahl der Postbeamten bis 1900 genug Raum und musste dann umgebaut bzw. erweitert werden.

## Nach 1945
Nach dem Zweiten Weltkrieg wurde die Stadt im Zuge des Schweriner Grenzvertrags am 5. Juli 1945 von der sowjetischen Kommandantur an Polen übergeben. Das Gebäude ist bis heute in Nutzung durch die Polnische Post, deren zuständige Verwaltung (Dyrekcja Okręgu Poczty und Bank Pocztowy) ihren Sitz im Gebäude der ehemaligen Oberpostdirektion Stettin hat.